# سوداگران پوست
سوداگران پوست (فرانسوی: Le Pays des fourrures‎)رمانی نوشته ژول ورن نویسنده فرانسوی است که اولین بار در سال ۱۸۷۳ منتشر شد.